# Dennis Turner
Pour les articles homonymes, voir Turner.
Dennis Turner, né le 26 août 1942 et mort le 25 février 2014, est un homme politique britannique. Il est député pour Wolverhampton South East de 1987 à 2005. 

## Biographie
Dennis Turner naît à Bradley dans le Black Country et y vit toute sa vie. Il est le fils de Thomas Herbert Turner et de Mary Elizabeth Peasley. 
Il est député de Wolverhampton South East lors des élections générales de 1987. 
Il épouse Patricia Narroway en 1976 et il a un fils et une fille.